# 市之瀨加那
市之瀨加那（日语：／ Ichinose Kana，1996年12月20日—）是日本的女性声优、電視藝人。Sigma Seven所属。北海道出身。

## 经历
小時候就喜歡動畫，但真正熱愛起來是在初中一、二年級的時候，當時迷上了《網球王子》。
成為聲優的契機是從熱愛動畫後開始考慮投身於與動畫相關的職業，並在思考自己的未來時，開始參加與此相關的學校的開放日活動，希望找到相關職業的出路。
在其中一次參加聲優課程的開放日活動中，她在自我介紹時用自己的真實聲音回答，然後被講師問到「那是妳的自然聲音嗎？」，她回答說「是的」，講師說：「我覺得妳非常適合這個職業」，於是開始強烈地考慮成為一名聲優。
札幌放送艺术专门学校出身。2016年4月加入Sigma Seven事务所。2018年1月在《DARLING in the FRANXX》中为莓配音，首次聲演主要角色。2021年3月获得第15回声优奖新人女优赏。2021年11月1日，从所属事务所Sigma Seven e升格至Sigma Seven。2023年3月获得第18回声优奖主演声优赏。

## 人物
- 爱好是独自旅行、观察天空、看电影。[2]中小学生时代爱好篮球，现在仍是特长。[2]
- 资格有危险物处理者丙级、演示制作检定3级、日语文字处理检定3级、資訊处理技能检定2级、个人电脑速度认定3级。[2]

## 出演作品
※主要角色以粗体表示。

### 電視動畫
2016年
- 偶像學園Stars！（学生）

2017年
- 時間支配者（女子B、舞者B）

2018年
- DARLING in the FRANXX（莓）
- Classicaloid 2（女子中学生B）
- 女神異聞錄5 the Animation（女學生B）
- 來自繽紛世界的明日（風野淺蔥[10]）
- 偶像活動Friends！（熊野知步里）

2019年
- 輝夜姬想讓人告白～天才們的戀愛頭腦戰～（四条真妃）
- 不吉波普不笑（織機綺）
- 盾之勇者成名錄（貴族、魔導士）
- Star☆Twinkle 光之美少女（學生、名人、女性、女學生、女性客、同班女子、女子、姐）
- Fairy Gone（瑪麗亞·諾艾爾）
- 凱洛與塔斯黛（塔斯黛）
- 一個人的○○小日子（倉井佳子、小學男生）
- 女高中生的虛度日常（葬儀社）
- Dr.STONE 新石紀（小川杠）
- 戰姬絕唱SYMPHOGEAR XV（艾爾莎）
- 獵獸神兵（ミリエリア）
- 流汗吧！健身少女（女學院生）
- 偶像夢幻祭（冰鷹北斗〈幼少時代〉）

2020年
- number24（鈴）
- 神推偶像登上武道館我就死而無憾（玲奈）
- 碧藍幻想 The Animation Season 2（麥拉）
- 社長，戰鬥的時間到了！（優托莉亞）
- 夢夢貓（澤村百合）
- 輝夜姬想讓人告白？～天才們的戀愛頭腦戰～（四条真妃）
- 格萊普尼爾（吉岡千尋）
- 魔物娘的醫生（科廷利·布拉德福德6世、哈比D）
- 黃金神威 第3期（艾諾諾卡）
- 魔法科高中的劣等生 來訪者篇（瑞琪兒）
- Love Live! 虹咲學園學園偶像同好會（學生會書記）
- 全員惡玉（妹妹）

2021年
- Dr.STONE 新石紀 STONE WARS（小川杠）
- 弱角友崎同學（神前真央）
- Re:從零開始的異世界生活 2nd season（安妮羅傑·米洛德）
- 堀與宮村（女子高中生）
- 刮掉鬍子的我與撿到的女高中生 （荻原沙優）
- 聖女魔力無所不能（愛良〈御園愛良〉）
- 夢夢貓 Mix！（奇亞、澤村百合）
- Love Live! Superstar!!
- 境界戰機（紫紫部史恩）

2022年
- 秘密內幕～女警的反擊～（少女）
- Love Live! 虹咲學園學園偶像同好會 第二季（學生會書記）
- 女性向遊戲世界對路人角色很不友好（奧莉薇亞[11]）
- 女忍者椿的心事（蜀葵[12]）
- 境界戰機 第二部（紫紫部史恩）
- 輝夜姬想讓人告白-超級浪漫-（四条真妃）
- 愛在征服世界後（蜂群兔）
- OVERLORD IV（菲絲）
- Dr.STONE 新石紀 龍水（小川杠）
- 來自深淵 烈日的黃金鄉（嘛啊啊[13]）
- Extreme Hearts（蜜雪兒·葉格[14]）
- 卡片戰鬥!! 先導者 will+Dress（友人）
- 機動戰士GUNDAM 水星的魔女（蘇萊塔·墨丘利[15]）
- 黃金神威 第4期（艾諾諾卡）
- Do It Yourself!!（布丁[16]）
- 後宮之烏（葉倩城）
- 呆萌酷男孩（同級生女子）
- 孤獨搖滾！（一里的歌迷1號、演出觀眾）
- 福星小子（女子）
- 點滿農民相關技能後，不知為何就變強了。（琳娜·馬格內爾）

2023年
- 文豪Stray Dogs（女演員B）
- 妖幻三重奏（花奏鈴[17]）
- Sugar Apple Fairy Tale（露絲兒·艾魯·茗）
- 虛構推理（沖丸美[18]）
- 輝夜姬想讓人告白-永不結束的初吻-（四条真妃）
- Dr.STONE 新石紀 NEW WORLD（小川杠[19]）
- 機動戰士GUNDAM 水星的魔女 Season2（蘇萊塔·墨丘利）
- 獻祭公主與獸王（瑪莉亞）
- 江戶前精靈（小伊萬里伊鈴[20]）
- 七魔劍支配天下（麥可蕾）
- 想當冒險者前往都市的女兒成為S級（賽蓮·柏爾德[21]）
- 葬送的芙莉蓮（費倫[22]）
- 我想成為影之強者！ 2nd season（奈津）
- 聖女魔力無所不能II（愛良〈御園愛良〉[23]）
- 競速 OVERTAKE!（悠 幼少期）
- 盾之勇者成名錄 Season 3（魔導士）
- 16bit的感動 ANOTHER LAYER（神山）

2024年
- 弱角友崎同學 2nd STAGE（神前真央）
- 最強肉盾的迷宮攻略～擁有稀少技能體力9999的肉盾，被勇者隊伍辭退了～（露娜[24]）
- 不死不運（菈伊菈）
- 身為魔王的我娶了奴隸精靈為妻，該如何表白我的愛？（涅菲莉亞〈涅菲〉[25]）
- 吸血鬼男子宿舍（山本美人[26]）
- 為何我的世界被遺忘了？（鈴娜[27]）
- NieR:Automata Ver1.1a（三号）
- 亦葉亦花（愛江田毬[28]）
- 女僕冥土小姐（雪的妹妹／花、少女）
- 新網球王子 U-17 WORLD CUP SEMIFINAL（俾斯麥〈幼年〉）

2025年
- 青春特調蜂蜜檸檬蘇打（石森羽花[29]）
- Dr.STONE 新石紀 SCIENCE FUTURE（小川杠[30]）
- 金牌得主（狼嵜光[31]）
- 不幸職業【鑑定士】其實是最強的（愛麗絲[32]）
- 青春之箱（守屋菖蒲[33]）
- 群花綻放、彷如修羅（曇美咲[34]）
- 紫雲寺家的兄弟姊妹（紫雲寺琴乃[35]）
- #空帕斯2.0：陣地攻防戰（露露卡[36]）
- 終末起點（提西婭·艾拉利斯[37]）
- 真·侍傳 YAIBA（海參男[38]）
- 完美到難以接近的聖女遭到解除婚約後被賣到鄰國（伊莉莎白）
- 我們不可能成為戀人！絕對不行。（※似乎可行？）（琴紗月[39]）
- 保齡球少女！（五代利奈[40]）
- 感謝對戰。 ～大小姐才不玩格鬥遊戲～（夜繪美緒[41]）

2026年
- 葬送的芙莉蓮 第2期（費倫[42]）
- 厄里斯的聖杯（康斯坦絲·葛萊爾[43]）
- 金牌得主（第2期）（狼嵜光[44]）

### OVA
2022年
- 機動戰士GUNDAM 水星的魔女 PROLOGUE（艾莉克特·薩瑪雅[15]）

### 動畫電影
2019年
- 天氣之子（佐佐木巡查）
- Star☆Twinkle 光之美少女 滿懷思念的星之歌（女孩子）

2024年
- Code Geass 奪還的Roze（卡里斯·阿爾·不列顛尼亞[45]）

### 網路動畫
2021年
- 教教我吧 北齋！（橫山泰子）

2025年
- 諾莫之國（空[46]）

### 游戏
2017年
- Akashic Re:cords（日语：アカシックリコード）（“DragooN”赵云[47]）
- 問答RPG_魔法使與黑貓維茲（席琳・伊凡斯）

2018年
- 格林笔记 Repage（日语：グリムノーツ）（艾蕾娜·乌斯鲁特、人鱼公主）
- 閃耀幻想曲（二條臣）
- 白貓tennis（ミューエ・ヴァイス[48]）

2019年
- 星鸣回响（佐藤冬子[49]）
- 少女前線（Mk 12、偵察者）
- 魔法紀錄 魔法少女小圓外傳（古町美倉）
- 最终幻想14（琳）
- 碧蓝航线（邦克山）

2020年
- 侍魂曉（公孫離）
- 戰姬絕唱SYMPHOGERA XD UNLIMITED(艾爾莎)

2021年
- 月姬 -A piece of blue glass moon-（翡翠[50]）
- Melty Blood: TYPE LUMINA（翡翠[51]）
- 碧蓝航线（提康德罗加〈卡莉永〉）
- Crash Fever (貝緹麗彩)
- 白夜極光（貝菲爾）

2022年
- 无限之魂（樱木花乃）
- 洶湧海豚（都條滿）
- 陰陽師（季）

2023年
- 偶像大師 灰姑娘女孩 星光舞台（萊拉）

2024年
- 女神異聞錄：夜幕魅影（佐原海夕）
- 重返未來:1999（塞梅爾維斯）
- 星之翼（風）
- 怪物彈珠（星霜[52]）

2025年
- Fate/Grand Order（比修內（英语：Biscione）[53]）

### 有聲漫畫
2021年
- 姬之崎櫻子今天也可憐惹人愛（榊雪菜[54]）

2022年
- 百合幻想鄉（門渡沙紀[55]）

## 音乐作品

### 角色歌
| 販售日  | 商品名                               | 名義             | 歌曲                          | 备注                                      |
| 2018年  | 2018年                               | 2018年           | 2018年                        | 2018年                                    |
| ------- | ------------------------------------ | ---------------- | ----------------------------- | ----------------------------------------- |
| 3月28日 | DARLING in the FRANXX 片尾曲集 vol.1 | XX:me            | 「」 「」 「Beautiful World」 | 電視動畫《DARLING in the FRANXX》片尾曲   |
| 3月28日 | DARLING in the FRANXX 片尾曲集 vol.1 | 莓（市之瀨加那） | 「」                          | 電視動畫《DARLING in the FRANXX》相关歌曲 |
| 6月27日 | DARLING in the FRANXX 片尾曲集 vol.2 | XX:me            | 「escape」 「」               | 電視動畫《DARLING in the FRANXX》片尾曲   |

### 组合成员
1. 1 2  02（戶松遙）、莓（市之瀨加那）、未來（山下七海）、心（早見沙織）、生野（石上靜香）